# Ibrahim Machus
Ibrahim Machus (ur. 1925, zm. 2013) – syryjski lekarz i polityk, minister spraw zagranicznych Syrii w latach 1965–1967

## Życiorys
Studiował medycynę na Uniwersytecie Damasceńskim. Jako student wziął ochotniczo w wojnie izraelsko-arabskiej w latach 1948-1949, jako członek personelu medycznego. Po wojnie ukończył studia i w 1954 udał się do Algierii, by wziąć udział w wojnie o niepodległość Algierii jako lekarz polowy. Był członkiem partii Baas.
Po zamachu stanu przeprowadzonym w 1963 przez Komitet Wojskowy partii Baas Machus wszedł do rządu Salah ad-Dina al-Bitara jako minister zdrowia. W rządzie Amina al-Hafiza, działającym między listopadem 1964 a majem 1965, zachował stanowisko. We wrześniu 1965 został wicepremierem i ministrem spraw zagranicznych w rządzie Jusufa Zu’ajjina, który również był lekarzem polowym podczas wojny algierskiej. Wszedł również do Przywództwa Regionalnego partii Baas.
Jego pozycja w syryjskiej elicie władzy wzrosła po zamachu stanu 23 lutego 1966, w wyniku którego radykalna frakcja partii Baas z Hafizem al-Asadem i Salahem Dżadidem na czele odsunęła od władzy umiarkowanych baasistów. Machus (popierany przez Dżadida) pozostał ministrem spraw zagranicznych i był jednym z najbardziej wpływowych polityków.
W czerwcu 1967 Machus odbył podróż do kilku krajów europejskich, gdzie starał się zdobyć poparcie dla Syrii w konflikcie z Izraelem. Nic jednak nie uzyskał; gdy Syria poniosła klęskę w wojnie sześciodniowej, Machus podał się do dymisji. Jego pozycja uległa osłabieniu; dotyczyło to całego radykalnego rządu syryjskiego. W marcu 1968 Machus został kierownikiem Biura ds. Chłopów, w ramach którego kontynuował wdrażanie w kraju reformy rolnej. Po zamachu stanu przeprowadzonym w listopadzie 1970 przez Hafiza al-Asada, jako działacz obalonej frakcji radykalnej zbiegł do Algierii. Tam wrócił do praktyki lekarskiej, pracował przez wiele lat w szpitalu Mustafy Paszy w Algierze.